# Berdien Nieuwenhuizen
Berdien Nieuwenhuizen (* 18. Oktober 1962 in Alkmaar als Berdien Christina Nieuwenhuizen) ist eine niederländische Künstlerin.

## Leben
Sie studierte 1982 bis 1987 Industriedesign an der Gerrit Rietveld Academie in Amsterdam. Nach einigen Jahren als Angestellte eröffnete sie 1991 ihr eigenes Atelier. Von 2008 bis 2010 vertiefte sie ihre Studien an der Hochschule der Künste Utrecht mit dem Studienziel Kunsterzieherin.
Erstmals in größere Öffentlichkeit trat die Künstlerin im Jahre 2002, als sie mit The Fragile Basics im Rahmen der Holland Papier Biennale eine Installation verschiedener aus unterschiedlichen Papiersorten konzipierter Kleider zeigte. Kennzeichnend für das Werk von Berdien Nieuwenhuizen sind florale Motive und die Materialauswahl (Textil oder Papier), durch die die Vergänglichkeit der Natur zum Ausdruck kommen soll.
Nebenbei ist Nieuwenhuizen an verschiedenen Instituten, beispielsweise der Amsterdamer Niederlassung des Eremitage-Museums, auch immer wieder als Kunstdozentin tätig.

## Ausstellungen (Auswahl)
Außer an der 4. Holland Papier Biennale in Rijswijk, und vielen anderen regionalen Expositionen sind folgende Ausstellungen erwähnenswert:
- 2013 Popierukas, Kauno Fotografijos Galerie, Kaunas, Litauen
- 2011 Papierarbeiten, Galerie The Civic, Barnsley, Vereinigtes Königreich
- 2010 Heinzensommer, St. Antönien, Schweiz
- 2010 Paper Works, die Devon Guild of Craftsmen. Devon, Vereinigtes Königreich
- 2008 Triennale Internationale Du Papier, Musée Charmey, Schweiz
- 2008 Textilmuseum Ausstellung, St. Gallen, Schweiz
- 2007 Duo-Ausstellung mit Hetty Heyster, Raum hinter den Säulen, Overveen
- 2007 Ausstellung im Kunstgewerbemuseum, Riga, Lettland
- 2007 Ausstellung im Jean Lurçat Museum und zeitgenössische Tapisserie, Angers, Frankreich
- 2007 Ausstellung im Kurpfälzischen Museum der Stadt Heidelberg
- 2006 Ausstellung im Gebäude Thurn und Taxis, Brüssel, Belgien
- 2006 Teilnahme an der 12. Biennale Internationale de la Dentelle
- 2004 La via della carta (Papierstraße), SMS Santa Maria della Scala, Siena, Italien